# 1. liga národní házené mužů
1. liga mužů je nejvyšší soutěž v národní házené v kategorii mužů. Organizuje ji Svaz národní házené. Účastní se jí 12 mužstev, hraje se dvoukolově každý s každým. Prvních osm družstev hraje play-off o titul mistra ČR, poslední dva týmy sestupují.

## Týmy
V sezóně 2025/2026 hraje 1. ligu dvanáct týmů:
- TJ Plzeň-Újezd
- SOKOL Tymákov A
- TJ Sokol Nezvěstice
- TJ Příchovice
- TJ Přeštice
- TJ DIOSS Nýřany
- Sokol Krčín
- TJ SOKOL Podlázky
- Sokol Svinov
- Baník Most NH
- TJ Sokol Ostopovice
- TJ Sokol Kyšice

## Přehled mistrů v národní házené v kategorii mužů
| Sezona                                                  | Klub                         |
| ------------------------------------------------------- | ---------------------------- |
| 1922/23                                                 | SK Hodolany                  |
| 1923/24                                                 | Sokol Prostějov              |
| 1924/25 1925/26                                         | SK Slavia Praha              |
| 1926/27 1927/28 1928/29                                 | LK Ikar Plzeň                |
| 1929/30                                                 | SK Moravská Slavia Brno      |
| 1930/31                                                 | Sokol Prostějov              |
| 1931/32 1932/33                                         | LK Ikar Plzeň                |
| 1933/34                                                 | Sokol Prostějov              |
| 1934/35                                                 | LK Ikar Plzeň                |
| 1935/36 1936/37                                         | TPK Star Plzeň               |
| 1938/39                                                 | Sokol Královo Pole           |
| 1939/40                                                 | TPK Star Plzeň               |
| 1941/42                                                 | SK Slavia Praha              |
| 1942/43                                                 | Stadion Rokycany             |
| 1943/44 1945/46                                         | SK Holešov                   |
| 1946/47                                                 | SK Baťa Zlín                 |
| 1947/48                                                 | Ikar Kukleny                 |
| 1948/49                                                 | Svit Gottwaldov              |
| 1949/50 1950/51 1951/52                                 | ATK Praha                    |
| 1952/53                                                 | Spartak Plzeň                |
| 1953/54 1954/55                                         | ÚDA Praha                    |
| 1955/56                                                 | Spartak Plzeň ZVIL           |
| 1956/57                                                 | Sokol Bolevec                |
| 1957/58                                                 | Spartak Plzeň ZVIL           |
| 1958/59                                                 | Tatran Holešov               |
| 1959/60                                                 | Spartak Plzeň ZVIL           |
| 1960/61                                                 | Jiskra Třeboň                |
| 1961/62                                                 | Baník Most                   |
| 1962/63 1963/64 1964/65                                 | Kovohutě Rokycany            |
| 1965/66                                                 | Baník Most                   |
| 1966/67 1967/68                                         | VŽKG Ostrava                 |
| 1968/69 1969/70                                         | Dukla Příbram                |
| 1970/71                                                 | Sokol Ejpovice               |
| 1971/72 1972/73 1973/74 1974/75 1975/76                 | TJ Přeštice                  |
| 1976/77 1977/78                                         | CHZ ČSSP Litvínov            |
| 1978/79 1979/80                                         | TJ Přeštice                  |
| 1980/81 1981/82 1982/83                                 | TJ Sokol Podhorní Újezd      |
| 1983/84                                                 | TJ Přeštice                  |
| 1984/85                                                 | Sokol Studénka               |
| 1985/86                                                 | TJ Přeštice                  |
| 1986/87 1987/88 1988/89 1989/90 1990/91 1991/92 1992/93 | LIAZ Přerov                  |
| 1993/94                                                 | SK Žeravice                  |
| 1994/95                                                 | Sokol Stupno                 |
| 1995/96                                                 | SK Žeravice                  |
| 1996/97                                                 | Sokol Stupno                 |
| 1997/98 1998/99 1999/00                                 | SK Žeravice                  |
| 2000/01                                                 | SK Studénka                  |
| 2001/02                                                 | SK Žeravice                  |
| 2002/03                                                 | TJ Avia Čakovice             |
| 2003/04 2004/05                                         | TJ DIOSS Nýřany              |
| 2005/06                                                 | TJ Plzeň-Újezd               |
| 2006/07                                                 | Sokol Krčín                  |
| 2007/08                                                 | TJ DIOSS Nýřany              |
| 2008/09                                                 | 1. NH Brno                   |
| 2009/10                                                 | TJ Plzeň-Újezd               |
| 2010/11                                                 | 1. NH Brno                   |
| 2011/12                                                 | TJ Plzeň Újezd               |
| 2012/13                                                 | 1. NH Brno                   |
| 2013/14                                                 | TJ Plzeň-Újezd               |
| 2014/15                                                 | SOKOL Tymákov A              |
| 2015/16                                                 | TJ Plzeň-Újezd               |
| 2016/17                                                 | TJ Přeštice                  |
| 2017/18                                                 | TJ Přeštice                  |
| 2018/19                                                 | TJ Přeštice                  |
| 2019/20                                                 | Nedohrálo se kvůli covidu-19 |
| 2020/21                                                 | Nedohrálo se kvůli covidu-19 |
| 2021/22                                                 | TJ Sokol Tymákov             |
| 2022/23                                                 | TJ Sokol Tymákov             |
| 2023/24                                                 | TJ Příchovice                |
| 2024/25                                                 | TJ Příchovice                |